# Tadzjikistans flagga
Tadzjikistans flagga är en trikolor i rött, vitt och grönt där det mellersta vita fältet är 1,5 gånger bredare än de andra. I mitten av flaggan finns en krona under sju gyllene stjärnor. Flaggan fastställdes av Tadzjikistan den 24 november 1992 och infördes året efter. Proportionerna är 1:2.

## Symbolik
Färgerna är desamma och i samma ordning som sovjetrepubliken Tadzjikiska SSR:s flagga från 1953, men proportionerna har ändrats något. I den moderna tolkningen står rött som symbol för nationens samhörighet med andra länder, vitt för den viktiga exportgrödan bomull, samt grönt för landets dalgångar och det jordbruk som bedrivs där. Färgerna återfinns dessutom i Irans flagga, vilket påminner om att tadzjikerna är ett iranskt folkslag.

## Historik
När Tadzjikiska ASSR bildades 15 mars 1925 använde man en flagga som anknöt till övriga sovjetrepublikers flaggor. Flaggan omarbetades då den autonoma sovjetrepubliken ombildades till delrepublik i Sovjetunionen i oktober 1930 till en röd fana med orden РСС Тоҷикистон (landets namn på språket tadzjikiska). I likhet med många andra delrepubliker fick Tadzjikiska SSR en ny flagga i början av 1950-talet. Den nya flaggan antogs den 20 mars 1953. Flaggan var Sovjetunionens flagga med ett vitt och ett grönt band i den undre delen.
Efter Sovjetunionens upplösning tog man bort hammaren och skäran ur den tadzjikiska flaggan. Den nuvarande flaggan infördes inte förrän 1993, vilket innebär att Tadzjikistan var därmed den sista bland de tidigare sovjetrepublikerna som fick en ny flagga.